# Fabián Estoyanoff
Fabián Larry Estoyanoff Poggio, mais conhecido como Estoyanoff (Montevidéu, 27 de setembro de 1982), é um ex-futebolista uruguaio que atuava como meia, ala ou atacante.

## Carreira
Iniciou sua carreira no CA Fénix em 2000. Também atuou pelo Peñarol, Valencia, Cádiz, Deportivo La Coruña e Real Valladolid. Em 2008, o Panionios GSS comprou o passe do jogador.. Em 2010 volta, por empréstimo, ao Peñarol No fim de 2011, rescindiu seu contrato com o Panionios GSS e está sem clube. Deverá voltar para o Peñarol em 2012..

## Sobrenome
O sobrenome pelo qual é conhecido é herança de um de seus avós, búlgaro, derivando do original Stoyanov (Стоянов, em língua búlgara). Estoyanoff também possui origem italiana, por meio de seu outro sobrenome, Poggio, tendo nacionalidade italiana.

## Títulos
Peñarol
- Campeonato Uruguaio: 2003, 2012–13, 2017
- Supercopa Uruguaya: 2018

Al-Nasrr
- Campeonato Saudita: 2014–15